# Pembroke Pines
Pembroke Pines est une ville américaine située dans le comté de Broward dans le sud-est de la Floride.

## Histoire
Le site a d'abord été occupé par des amérindiens il y a 4 000 ans. La ville actuelle a été fondée en 1956 puis incorporée en 1960 sous le nom de Pembroke Pines d'après sa situation le long de la route Pembroke (Pembroke Road) et parce qu'il y a de nombreux pins (Pines) dans la région. La ville s'est depuis agrandie et peuplée d'une manière très rapide, en particulier depuis le passage dévastateur de l'ouragan Andrew qui a poussé de nombreuses personnes à fuir la côte pour se réfugier au centre des terres, là où se trouve Pembroke Pines.

## Géographie
La ville est située au sud-est de la Floride. Les villes voisines sont Hollywood, Davie, Cooper City, Southwest Ranches, et Miramar. À l'ouest de la ville se trouvent les Everglades.

## Personnalités liées à la commune
- Noah Allen (2004-), footballeur américain, y est né.

## Démographie
| 1960  | 1970   | 1980   | 1990   | 2000    | 2010    |
| ----- | ------ | ------ | ------ | ------- | ------- |
| 1 429 | 15 496 | 35 776 | 65 452 | 137 427 | 154 750 |